# Merchtem
Merchtem és un municipi belga de la província de Brabant Flamenc a la regió de Flandes. Està compost per les seccions de Merchtem, Brussegem i Hamme. Limita amb els municipis d'Asse, Londerzeel, Meise, Opwijk i Wemmel.

## Nascut a Merchtem
- August De Boeck (1865-1938): organista i compositor